# Hugh White (Politiker)

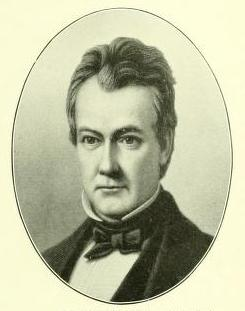
Hugh White

Hugh White (* 25. Dezember 1798 in Whitestown, New York; † 6. Oktober 1870 in Waterford, New York) war ein US-amerikanischer Politiker. Zwischen 1845 und 1851 vertrat er den Bundesstaat New York im US-Repräsentantenhaus.

## Werdegang
Hugh White wurde kurz vor dem Ende des 18. Jahrhunderts in Whitestown im Oneida County geboren. Er besuchte Gemeinschaftsschulen und graduierte 1823 am Hamilton College in Clinton. Dann studierte er Jura, praktizierte allerdings niemals. Er betrieb 1825 ein Geschäft in Chittenango und danach in Rondout. Bei dem Bau der Michigan Southern & Northern Indiana Railroad war er aktiv beteiligt. 1830 zog er nach Cohoes. Er setzte sich stark für den Bau eines Wasserkraftwerks am Mohawk River ein. Darüber hinaus gründete er die Rosendale Cement Works. Politisch gehörte er der Whig Party an.
Bei den Kongresswahlen des Jahres 1844 für den 29. Kongress wurde White im 16. Wahlbezirk von New York in das US-Repräsentantenhaus in Washington, D.C. gewählt, wo er am 4. März 1845 die Nachfolge von Chesselden Ellis antrat. Er wurde zwei Mal in Folge wiedergewählt und schied dann nach dem 3. März 1851 aus dem Kongress aus. Als Kongressabgeordneter hatte er im 30. Kongress den Vorsitz im Agrarausschuss (Committee on Agriculture).
Nach seiner Kongresszeit ging er wieder seinen früheren Geschäftsaktivitäten nach. Am 6. Oktober 1870 verstarb er in Waterford und wurde dann auf dem Albany Rural Cemetery beigesetzt. Zu jenem Zeitpunkt war der Bürgerkrieg ungefähr fünf Jahre zu Ende.